# Isotopes du rutherfordium
Le rutherfordium (Rf, numéro atomique 104) est un élément synthétique qui n'a par conséquent pas de masse atomique standard. Comme tous les éléments synthétiques, il ne possède aucun isotope stable. Le premier isotope synthétisé est 259Rf en 1966 ou 257Rf en 1969. Quinze radioisotopes sont connus, de 253Rf à 268Rf (dont deux non confirmés, 266Rf et 268Rf) ainsi que quatre isomères. L'isotope à la plus longue durée de vie connue est 263Rf avec une demi-vie de onze minutes.

## Table des isotopes
| Symbole du nucléide | Z (p)                | N (n)                | Masse isotopique (u) | Demi-vie                  | Modes de désintégration, | Isotope(s) fils | Spin nucléaire |
| Symbole du nucléide | Énergie d'excitation | Énergie d'excitation | Énergie d'excitation | Demi-vie                  | Modes de désintégration, | Isotope(s) fils | Spin nucléaire |
| ------------------- | -------------------- | -------------------- | -------------------- | ------------------------- | ------------------------ | --------------- | -------------- |
| 253Rf               | 104                  | 149                  | 253,10044(44)#       | 13(5) ms                  | FS (51 %)                | (divers)        | (7/2)(+#)      |
| 253Rf               | 104                  | 149                  | 253,10044(44)#       | 13(5) ms                  | α (49 %)                 | 249No           | (7/2)(+#)      |
| 253mRf              | 200(150)# keV        | 200(150)# keV        | 200(150)# keV        | 52(14) µs [48(+17−10) µs] | FS                       | (divers)        | (1/2)(−#)      |
| 254Rf               | 104                  | 150                  | 254,10005(30)#       | 23(3) µs                  | FS (99,7 %)              | (divers)        | 0+             |
| 254Rf               | 104                  | 150                  | 254,10005(30)#       | 23(3) µs                  | α (0,3 %)                | 250No           | 0+             |
| 255Rf               | 104                  | 151                  | 255,10127(12)#       | 1,64(11) s                | FS (52 %)                | (divers)        | (9/2−)#        |
| 255Rf               | 104                  | 151                  | 255,10127(12)#       | 1,64(11) s                | α (48 %)                 | 251No           | (9/2−)#        |
| 256Rf               | 104                  | 152                  | 256,101152(19)       | 6,45(14) ms               | FS (96 %)                | (divers)        | 0+             |
| 256Rf               | 104                  | 152                  | 256,101152(19)       | 6,45(14) ms               | α (6 %)                  | 252No           | 0+             |
| 257Rf               | 104                  | 153                  | 257,102918(12)#      | 4,7(3) s                  | α (79 %)                 | 253No           | (1/2+)         |
| 257Rf               | 104                  | 153                  | 257,102918(12)#      | 4,7(3) s                  | β+ (18 %)                | 257Lr           | (1/2+)         |
| 257Rf               | 104                  | 153                  | 257,102918(12)#      | 4,7(3) s                  | FS (2,4 %)               | (divers)        | (1/2+)         |
| 257mRf              | 114(17) keV          | 114(17) keV          | 114(17) keV          | 3,9(4) s                  |                          |                 | (11/2−)        |
| 258Rf               | 104                  | 154                  | 258,10343(3)         | 12(2) ms                  | FS (87 %)                | (divers)        | 0+             |
| 258Rf               | 104                  | 154                  | 258,10343(3)         | 12(2) ms                  | α (13 %)                 | 254No           | 0+             |
| 259Rf               | 104                  | 155                  | 259,10560(8)#        | 2,8(4) s                  | α (93 %)                 | 255No           | 7/2+#          |
| 259Rf               | 104                  | 155                  | 259,10560(8)#        | 2,8(4) s                  | FS (7 %)                 | (divers)        | 7/2+#          |
| 259Rf               | 104                  | 155                  | 259,10560(8)#        | 2,8(4) s                  | β+ (0,3 %)               | 259Lr           | 7/2+#          |
| 260Rf               | 104                  | 156                  | 260,10644(22)#       | 21(1) ms                  | FS (98 %)                | (divers)        | 0+             |
| 260Rf               | 104                  | 156                  | 260,10644(22)#       | 21(1) ms                  | α (2 %)                  | 256No           | 0+             |
| 261Rf               | 104                  | 157                  | 261,10877(5)         | 68 s                      | α (76 %)                 | 257No           | 9/2+#          |
| 261Rf               | 104                  | 157                  | 261,10877(5)         | 68 s                      | β+ (14 %)                | 261Lr           | 9/2+#          |
| 261Rf               | 104                  | 157                  | 261,10877(5)         | 68 s                      | FS (10 %)                | (divers)        | 9/2+#          |
| 261mRf              | 70(100)# keV         | 70(100)# keV         | 70(100)# keV         | 1,9(4) s                  | FS (73 %)                | (divers)        | 3/2+#          |
| 261mRf              | 70(100)# keV         | 70(100)# keV         | 70(100)# keV         | 1,9(4) s                  | α (27 %)                 | 257No           | 3/2+#          |
| 262Rf               | 104                  | 158                  | 262,10993(24)#       | 2,3(4) s                  | FS (99,2 %)              | (divers)        | 0+             |
| 262Rf               | 104                  | 158                  | 262,10993(24)#       | 2,3(4) s                  | α (0,8 %)                | 258No           | 0+             |
| 262mRf              | 600(400)# keV        | 600(400)# keV        | 600(400)# keV        | 47(5) ms                  | FS                       | (divers)        | haut           |
| 263Rf               | 104                  | 159                  | 263,1125(2)#         | 11(3) min                 | FS (70 %)                | (divers)        | 3/2+#          |
| 263Rf               | 104                  | 159                  | 263,1125(2)#         | 11(3) min                 | α (30 %)                 | 259No           | 3/2+#          |
| 264Rf               | 104                  | 160                  | 264,11388(39)#       | 1# h                      | FS                       | (divers)        | 0+             |
| 265Rf               | 104                  | 161                  | 265,11668(39)#       | 1,0 min                   | FS                       | (divers)        |                |
| 266Rf,              | 104                  | 162                  | 266,11817(50)#       | 10# h                     |                          |                 | 0+             |
| 267Rf               | 104                  | 163                  | 267,12179(62)#       | 1,3 h                     | FS                       | (divers)        |                |
| 268Rf,              | 104                  | 164                  | 268,12397(77)#       | 1# h                      |                          |                 | 0+             |

1. ↑  Abréviations :
FS : fission spontanée
2. ↑  Pas directement synthétisé, fait partie de la chaine de désintégration de 285Fl.
3. 1 2  Découverte non confirmée.
4. ↑  Pas directement synthétisée, fait partie de la chaine de désintégration de 282Nh.
5. ↑  Pas directement synthétisée, fait partie de la chaine de désintégration de 287Fl.
6. ↑  Pas directement synthétisée, fait partie de la chaine de désintégration de 288Mc.